# Carta meteorologica

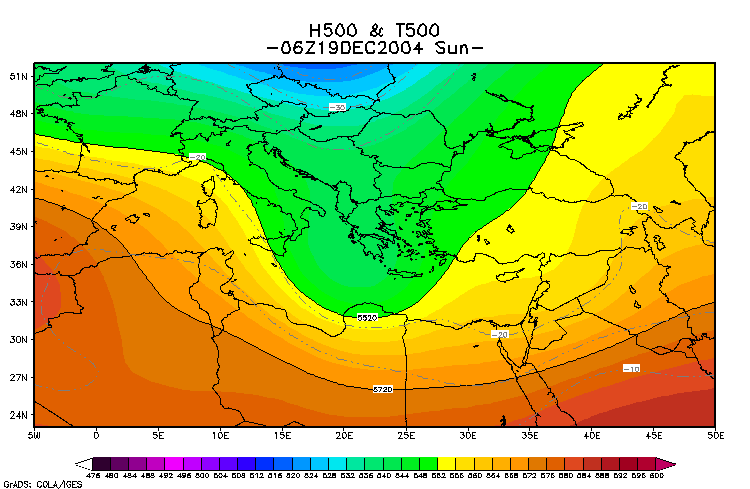
Esempio di carta meteorologica con una saccatura sull'Italia e Balcani

In meteorologia una carta meteorologica è una mappa sulla quale sono riportate informazioni tecniche più o meno dettagliate sullo stato presente (situazione) o futuro (prognosi) dell'atmosfera in riferimento a uno o più dei suoi parametri meteorologici fondamentali quali pressione atmosferica, temperatura, copertura nuvolosa, precipitazioni etc. a livello locale, regionale, nazionale, continentale, emisferico o globale: esse rappresentano dunque uno strumento fondamentale per il meteorologo a partire dal quale formulare delle previsioni meteorologiche su un dato territorio.

## Descrizione

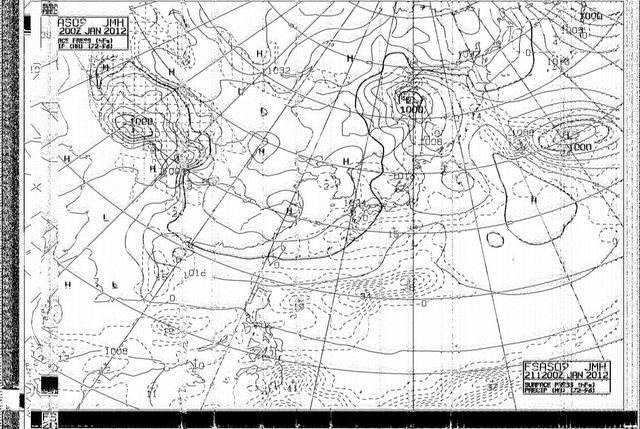
Mappa meteorologica del servizio meteorologico giapponese

### Carte e modelli meteorologici

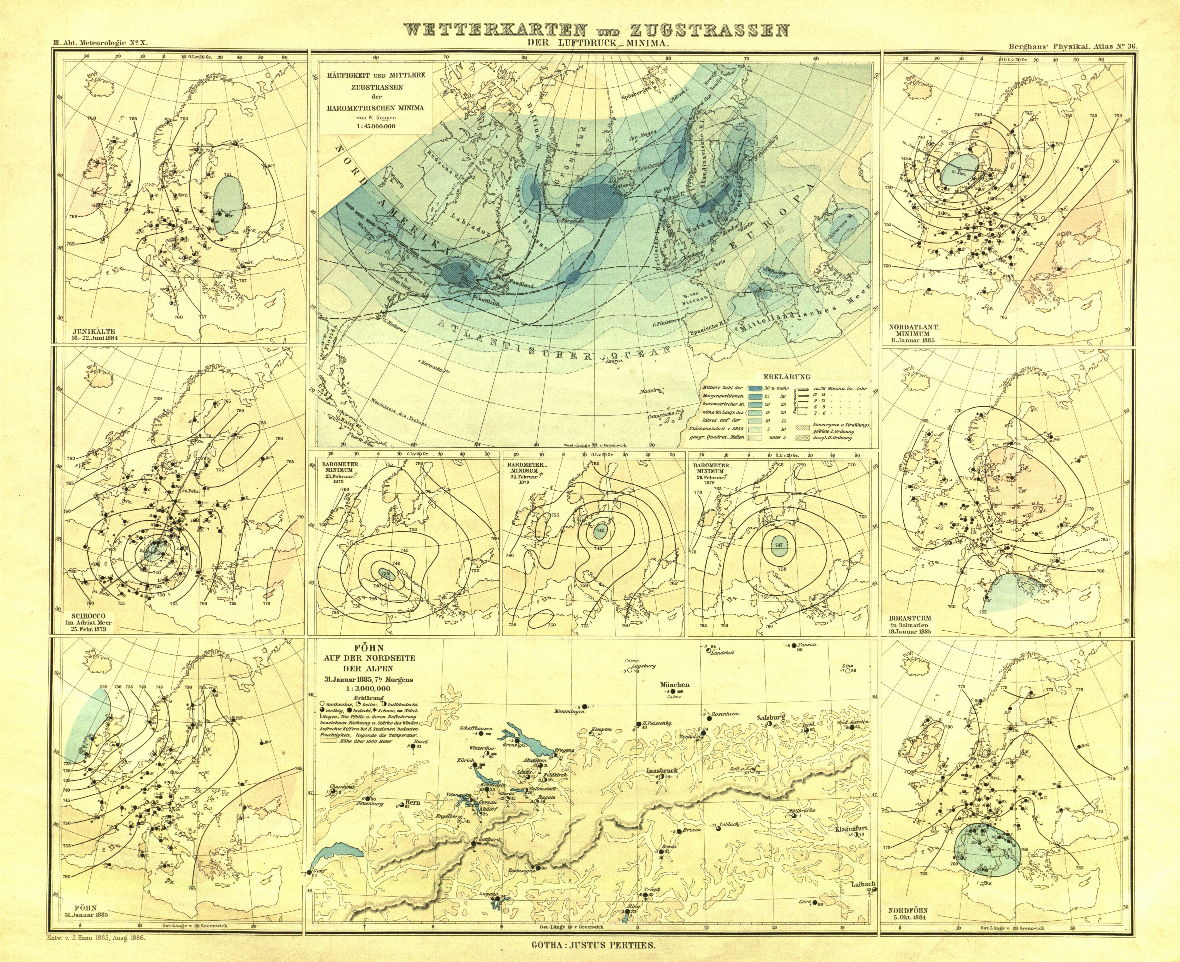
Carta meteo di un Atlante di Meteorologia

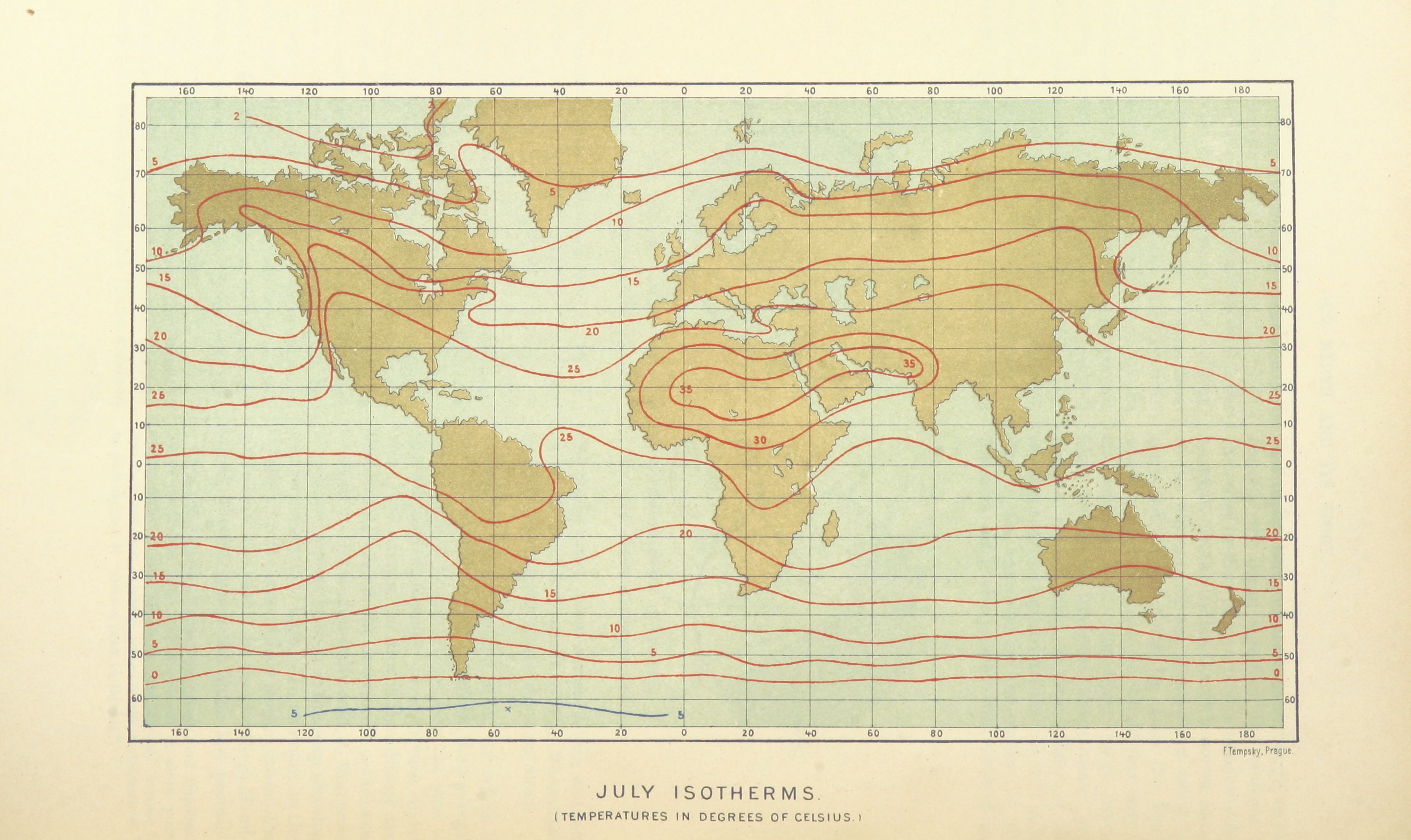
Mappa termometrica globale (isoterme)

Attualmente buona parte del lavoro di previsione è ottenuto dall'operato dei modelli numerici di previsione meteorologica che, girando su supercalcolatori, restituiscono in output le suddette carte e che a partire dagli anni 2000 hanno raggiunto un buon grado di raffinatezza e affidabilità nei range temporali considerati attendibili; tuttavia il lavoro del meteorologo consiste proprio nel leggere, saper interpretare correttamente ed adattare le informazioni fornite dalla carte meteorologiche ad un territorio di previsione, formulando dunque una previsione completa e dettagliata, sulla base delle conoscenze teoriche e dell'esperienza laddove anche la previsione stessa è tipicamente più complessa a causa della particolare conformazione del territorio, come accade ad esempio per il territorio peninsulare italiano.

### Caratteristiche
Le carte di situazione (o diagnostiche) sono ottenute a partire dall'elaborazione dei dati raccolti dalle varie stazioni meteorologiche sparse su un territorio e che hanno raggiunto una buona copertura a livello globale ad eccezione di alcune aree. 
Le carte di previsione (o prognostiche) sono ottenute invece dagli output dei modelli meteorologici che le calcolano a partire dalle equazioni fondamentali della fisica dell'atmosfera inizializzate con i dati meteorologici raccolti dalle varie stazioni meteorologiche poste sul grigliato del modello o per interpolazione. 
In genere le carte che hanno maggiore importanza ai fini prognostici sono le carte meteorologiche che mostrano il campo futuro di pressione atmosferica cioè il campo delle isobare: da queste carte è possibile infatti derivare il tempo atmosferico su un territorio grazie all'interpretazione delle stesse facendo riferimento alle figure bariche più rappresentative quali zone di alta pressione, bassa pressione, saccature, ponti o promontori di alta pressione e all'analisi dei valori relativi di geopotenziale. Mappe meteorologiche del genere sono quelle dei geopotenziali a 500 hPa e 850 hPa rispettivamente per quote intorno ai 5500 m e 1500 m.

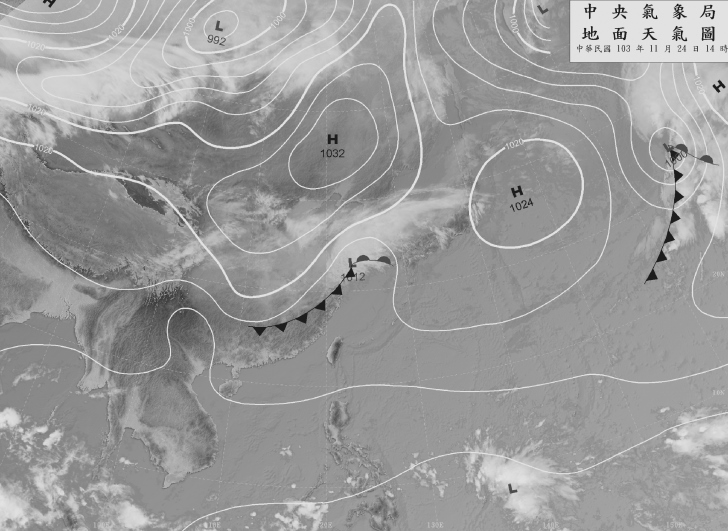
Esempio di carta di pressione isobarica (Costa asiatica pacifica)

Esistono poi carte di precipitazioni e del campo di temperatura i cui valori sono desunti ancora una volta dai modelli matematici dell'atmosfera. Tutte le carte meteo, sia di situazione che di previsione, vengono emesse dai grandi centri di previsione meteorologica con cadenza di 6 ore. Esistono dunque un gran numero di carte meteo, ciascun con finalità particolari; le più comuni rimangono le carte di pressione atmosferica a varie quote altimetriche.

### Lettura e interpretazione
Per poter leggere una carta del tempo di tipo barometrico bisogna conoscere:
- isobare, cioè linee ideali che uniscono punti di stessa pressione atmosferica; esse sono importanti per stabilire le zone di alte o di basse pressioni sul globo terrestre, dette rispettivamente anticicloni e cicloni, la direzione dei venti, quasi parallela ad esse, ma con una leggera inclinazione tendente dalle zone anticicloniche a quelle cicloniche, e la loro intensità, tanto maggiore quanto più le isobare sono ravvicinate fra loro.
- bassa pressione
- alta pressione
- saccatura
- promontorio o cuneo di alta pressione
- cut off
- avvezione
- fronti, cioè le superfici di contatto, e pertanto di discontinuità, tra due masse d'aria aventi caratteristiche, ovvero temperatura, pressione e umidità differenti. Questi si dividono in due tipi:
  - fronti caldi, quando una massa d'aria più calda (quindi anche più umida) si avvicina a una più fredda. In questo caso l'aria calda, più leggera, sale sopra quella fredda, raffreddandosi e causando anche piogge leggere o nevicate al passaggio del fronte.
  - fronti freddi, quando una massa d'aria fredda (quindi meno umida ma più densa) si avvicina a una massa più calda e pertanto più leggera e più umida. In questo caso l'aria fredda si incunea sotto quella calda, facendola salire, causando temporali, tempeste, bufere.